# Muamba Musasa
Pour les articles homonymes, voir Muamba.
Félix Mwamba Musasa dit Muamba Musasa est un footballeur congolais (RDC) né le 25 novembre 1982 à Lubumbashi.

## Biographie

### Club
- 2001-2003 : TP Mazembe ( RD Congo)
- 2003-2005 : Orlando Pirates ( Afrique du Sud)
- 2005- : Mpumalanga Black Aces ( Afrique du Sud)

### Sélection
Il a participé à la Coupe d'Afrique des nations 2002 et à la Coupe d'Afrique des nations 2004 avec l'équipe de République démocratique du Congo.

## Carrière
Il a précédemment joué pour les Orlando Pirates, TP Mazembe et Roan United (Zambie).
Musasa a manqué une grande partie de la première saison des Black Aces de retour dans la Premier Soccer League après avoir purgé une suspension de huit matchs sur les accusations de faute anti-sportive relatives aux comportements et les agressions, à la suite d'un tacle qui a fracturé la jambe de l'adversaire Oupa Ngulube au cours de la promotion des séries éliminatoires match contre Carara Kicks sur le 24 mai 2009.
Il est connu pour porter des gants blancs lors des matchs.
| Année   | Club                  | Pays           |
| ------- | --------------------- | -------------- |
| 2001    | TP Mazembe            | RD Congo       |
| 2002    | TP Mazembe            | RD Congo       |
| 2003    | TP Mazembe            | RD Congo       |
| 2003-04 | Orlando Pirates       | Afrique du Sud |
| 2004-05 | Orlando Pirates       | Afrique du Sud |
| 2005-06 | City Pillars          | Afrique du Sud |
| 2006-07 | City Pillars          | Afrique du Sud |
| 2007-08 | Mpumalanga Black Aces | Afrique du Sud |
| 2008-09 | Mpumalanga Black Aces | Afrique du Sud |
| 2009-10 | Mpumalanga Black Aces | Afrique du Sud |
| 2010-11 | Mpumalanga Black Aces | Afrique du Sud |